# Trirachys sphaericothorax
Trirachys sphaericothorax là một loài bọ cánh cứng trong họ Cerambycidae.